# Sibirbataljonen
Sibirbataljonen (ukrainska: Батальйон «Сибір»; Ryska: Батальон «Сибирь») är en paramilitär grupp som består av ryska medborgare som motsätter sig Putin-administrationen. Medlemmar i denna enhet inkluderar ryssar, jakuter och burjater, som ser Ukrainas seger som en möjlighet att uppnå självständighet eller omfattande autonomi från Ryssland. Innan ett kontrakt undertecknas genomgår medborgare i Ryska federationen en grundlig inspektion, som kan pågå i upp till ett år. Bataljonen rekryterar inte tillfångatagna ryska soldater.